# Simfonia núm. 22 (Mozart)
La Simfonia núm. 22 en do major, K. 162, és una composició de Wolfgang Amadeus Mozart acabada l'abril de 1773.
La simfonia està instrumentada per a dos oboès, dues trompes, dues trompetes i corda.
Consta de tres moviments:
1. Allegro assai, en compàs 4/4.
2. Andantino grazioso, en compàs 2/4.
3. Presto assai, en compàs 6/8.